# Матансас (провінція)
Мата́нсас (ісп. Provincia de Matanzas) — провінція Куби з центром у місті Матансас. Розташована в західній частині острова. На заході межує з провінцією Гавана, а на сході — з провінціями Вілья Клара та Сьєнфуегос. Найбільші міста провінції (крім столиці) — Карденас (Cárdenas) і Ховельянос (Jovellanos). В провінції також розташоване відоме курортне місто Варадеро.

## Географія
Друга за площею, Матансаська провінція — найбільш рівнинна і низько розташована над рівнем моря провінція Куби. Найвища точка провінції  — Пан-де-Матансас (Pan de Matanzas) знаходиться на висоті лише 380 м над рівнем моря. На північному узбережжі провінції розташовані численні, але невеликі коралові рифи; берегова лінія поросла мангровими лісами.
На південному узбережжі Матансаської провінції розташоване величезне болото Сьєнага-де-Сапата (Ciénaga de Zapata), що покриває собою обидві частини південного узбережжя провінції і півострів, який носить ту ж назву, що і болото. На сході півострова знаходиться затока Свиней (Bahía de Cochinos), добре відома як місце невдалої висадки американського десанту в 1961 році, направленого для повалення Фіделя Кастро.
Матансаська провінція — одна з найбільш промислово розвинених провінцій Куби. На її території знаходяться нафтоперегонні заводи, нафтові термінали для обслуговування супертанкерів, а також 21 цукровий завод, що виробляє цукор з місцевої сировини — цукрової тростини.

## Муніципалітети

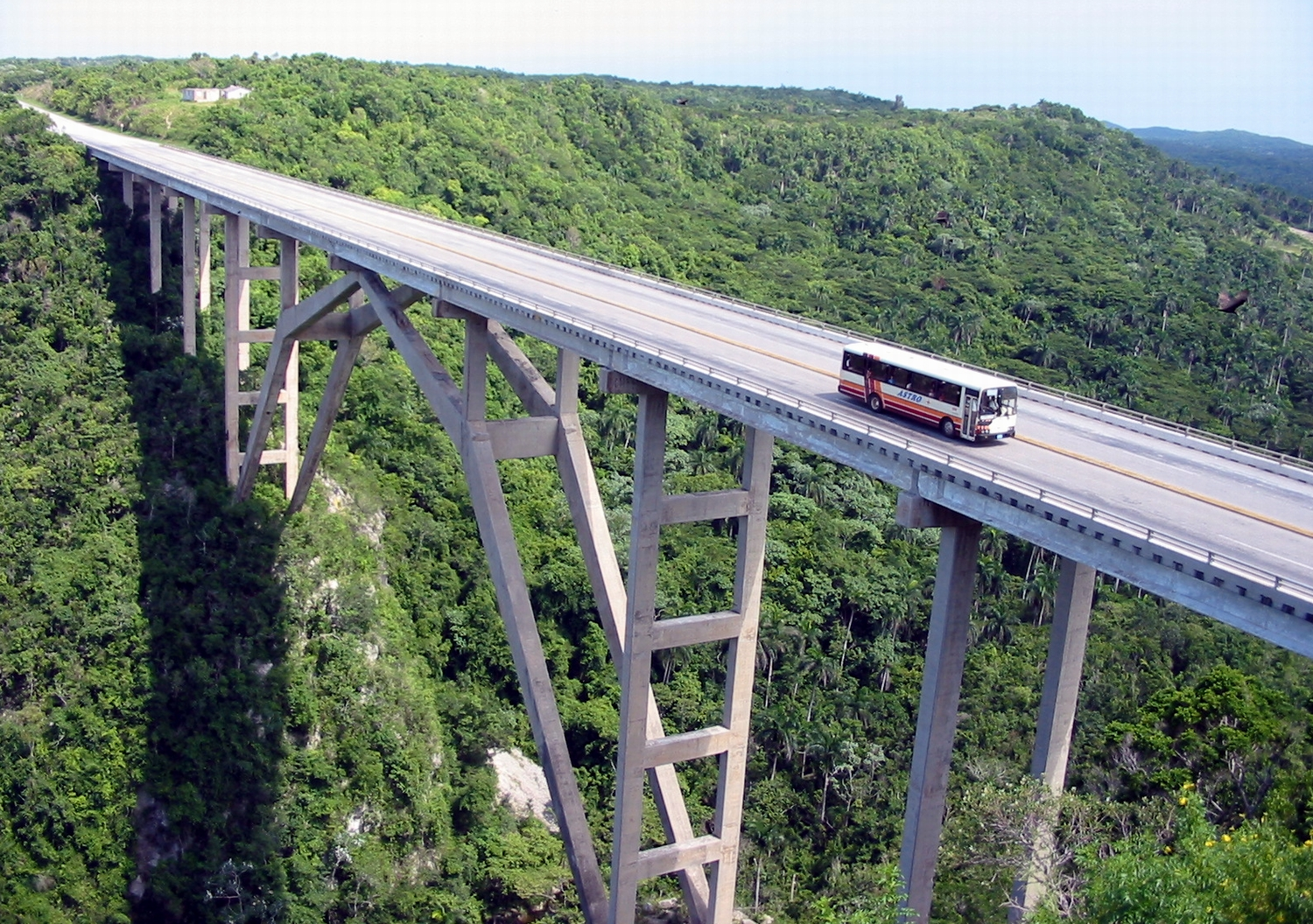
Міст в провінції

| Муніципалітет     | Населення (2004) | Площа (км²) | Розташування                                                          | Примітки          |
| ----------------- | ---------------- | ----------- | --------------------------------------------------------------------- | ----------------- |
| Калімете          | 29 736           | 958         | 22°32′2″ пн. ш. 80°54′35″ зх. д. / 22.53389° пн. ш. 80.90972° зх. д.  |                   |
| Карденас          | 103 087          | 566         | 23°02′34″ пн. ш. 81°12′13″ зх. д. / 23.04278° пн. ш. 81.20361° зх. д. |                   |
| Сьєнага-де-Запата | 8 750            | 4 320       | 22°17′17″ пн. ш. 81°11′51″ зх. д. / 22.28806° пн. ш. 81.19750° зх. д. | Плайа-Ларга       |
| Колон             | 71 579           | 597         | 22°43′21″ пн. ш. 80°54′23″ зх. д. / 22.72250° пн. ш. 80.90639° зх. д. |                   |
| Ягуей-Гранде      | 57 771           | 882         | 22°31′46″ пн. ш. 81°07′57″ зх. д. / 22.52944° пн. ш. 81.13250° зх. д. |                   |
| Йовелланос        | 58 685           | 505         | 22°48′38″ пн. ш. 81°11′52″ зх. д. / 22.81056° пн. ш. 81.19778° зх. д. |                   |
| Лімонар           | 25 421           | 449         | 22°57′22″ пн. ш. 81°24′31″ зх. д. / 22.95611° пн. ш. 81.40861° зх. д. |                   |
| Лос-Арабос        | 25 702           | 762         | 22°44′24″ пн. ш. 80°42′57″ зх. д. / 22.74000° пн. ш. 80.71583° зх. д. |                   |
| Марті             | 23475            | 1 070       | 22°57′9″ пн. ш. 80°55′0″ зх. д. / 22.95250° пн. ш. 80.91667° зх. д.   |                   |
| Матансас          | 143 706          | 317         | 23°03′5″ пн. ш. 81°34′30″ зх. д. / 23.05139° пн. ш. 81.57500° зх. д.  | Столиця провінції |
| Педро-Бетанкоурт  | 32 218           | 388         | 22°43′50″ пн. ш. 81°17′27″ зх. д. / 22.73056° пн. ш. 81.29083° зх. д. |                   |
| Періко            | 31 147           | 278         | 22°46′31″ пн. ш. 81°00′54″ зх. д. / 22.77528° пн. ш. 81.01500° зх. д. |                   |
| Уніон-де-Реєс     | 40 022           | 856         | 22°48′2″ пн. ш. 81°32′13″ зх. д. / 22.80056° пн. ш. 81.53694° зх. д.  |                   |
| Варадеро          | 24 681           | 32          | 23°08′23″ пн. ш. 81°17′10″ зх. д. / 23.13972° пн. ш. 81.28611° зх. д. |                   |

Джерело: перепис населення 2004 року. Площа від муніципального перерозподілу 1976 року.

## Демографія
У 2004 році, населення провінції становило 675,980 осіб. З загальною площею 11,802.72 км², щільність населення 57,3 ос./км².

## Релігія
- Матансаська діоцезія Католицької церкви.